# Pseudapocryptes elongatus
Pseudapocryptes elongatus — вид риб родини Оксудеркових (Oxudercidae).

## Опис
Риба сягає завдовжки близько 20 см.

## Поширення
Риба поширена вздовж узбережжя Південної та Південно-Східної Азії від  Індії на північ до Китаю та на південь до острова Таїті. Мешкає у мулистих лиманах і припливній зоні річок.